# La Défense

Vista de La Défense desde la Torre Eiffel.

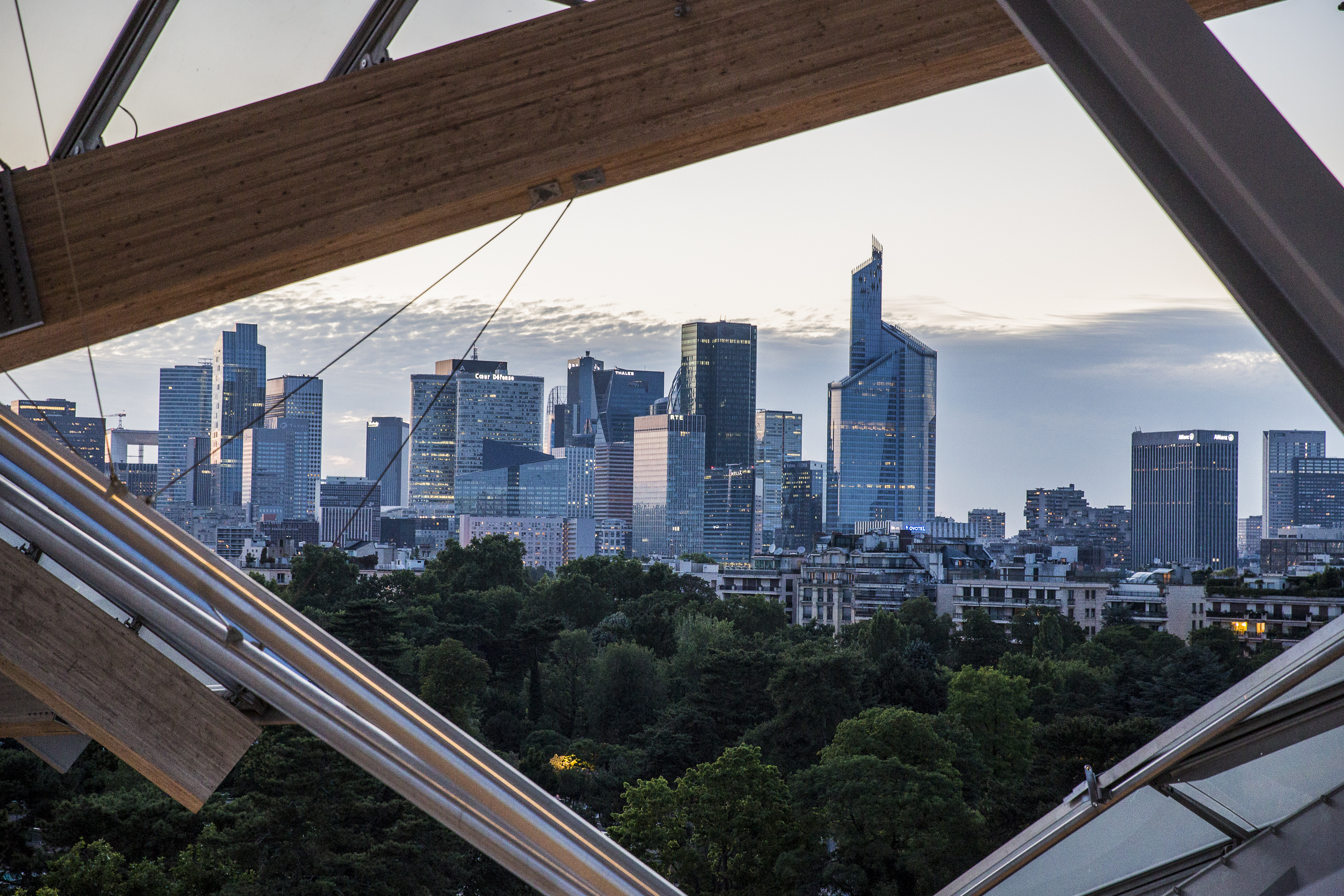
Vista Panorámica del Distrito de Finanzas y Negocios en París

La Défense (pronunciado /la de.fɑ̃s/) es un moderno barrio de negocios situado al oeste de París, como prolongación del “axe historique” (eje histórico) que comienza en el Louvre y prosigue por la plaza de la Concordia, la avenida de los Campos Elíseos, el Arco de Triunfo, y hasta el puente de Neuilly y el Arco de La Défense o Grande Arche. Se extiende sobre los municipios de Puteaux, Courbevoie y Nanterre (todos en el departamento de Hauts-de-Seine). Este distrito se compone esencialmente de rascacielos de oficinas, conectados por una inmensa explanada peatonal (Le Parvis) de 31 hectáreas. Los jardines colgantes y sesenta obras de arte hacen de él un verdadero museo al aire libre y un paseo muy apreciado por las personas que viven o trabajan allí. Los habitantes de La Défense y los que trabajan allí se llaman “Défensois”.
Es el primer distrito de negocios de Europa por el tamaño de su parque de oficinas, el segundo de Europa por el volumen de actividades financieras después de la City de Londres. Está clasificado como el cuarto distrito de negocios más atractivo del mundo, según un estudio publicado por la empresa auditora EY en 2017. El distrito alberga las sedes de muchas empresas multinacionales francesas y extranjeras, así como la Autoridad Bancaria Europea. 
Desarrollado a principios de la década de 1960, La Defense está mayoritariamente constituido por edificios de gran altura destinados principalmente a oficinas, sumando unos 3 millones de metros cuadrados. La Defensa aun así es un barrio mixto: posee cerca de 600.000 m² de vivienda y la apertura del centro comercial Les Quatre-temps en 1981 hizo de La Defensa un polo comercial en la región de la Isla de Francia. En 2009 el barrio contaba con 2500 empresas, con alrededor de 180.000 empleados y 20.000 habitantes repartidos en 71 torres.
Actualmente su torre más alta es la Torre First.

## Historia

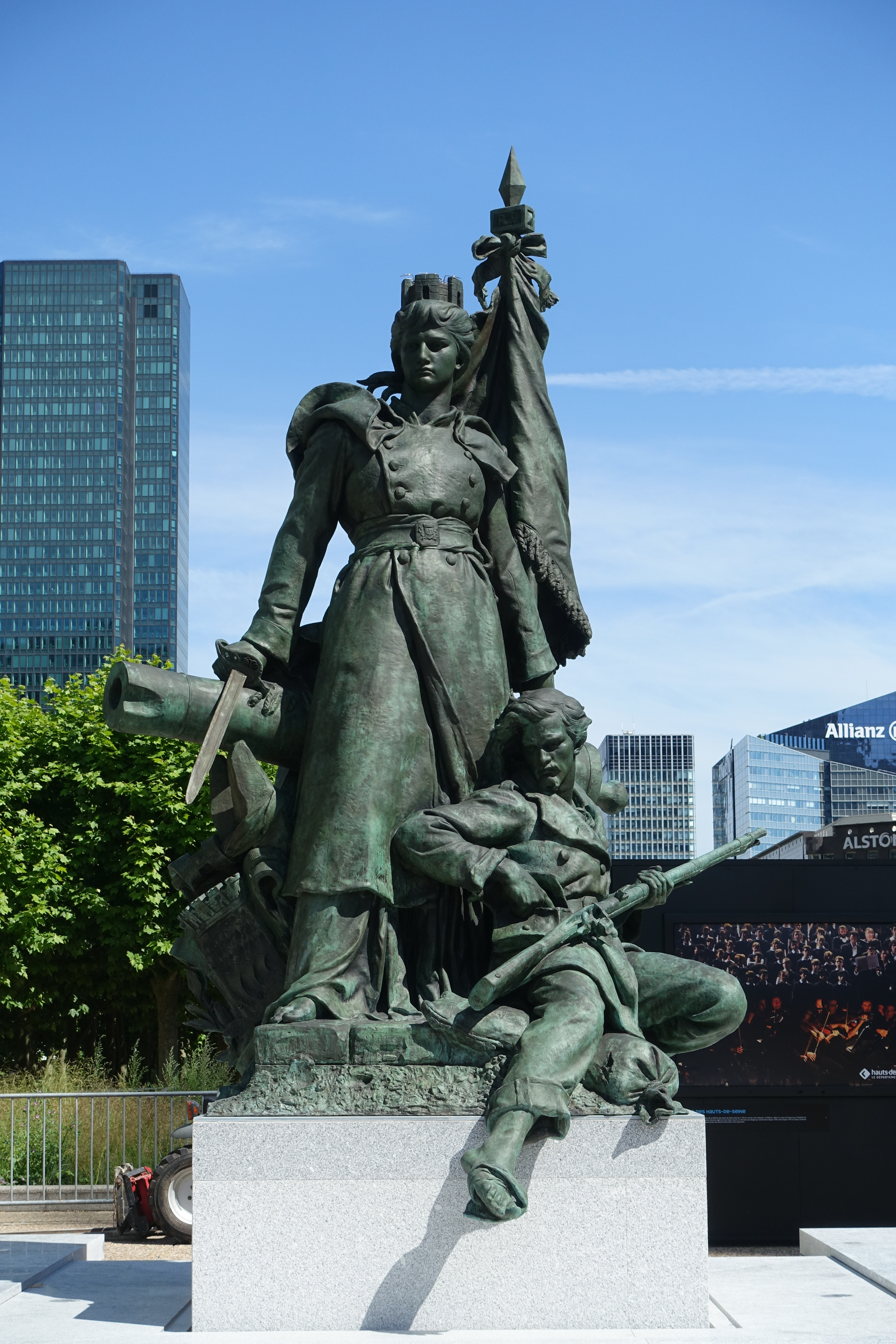
Monumento "La Défense de París".

Su nombre viene del monumento La Défense de París creado como homenaje a los soldados que defendieron la ciudad durante la Guerra franco-prusiana de 1870. Se trata una escultura de Louis-Ernest Barrias esculpida en bronce e inaugurada en 1883 sobre lo que era la glorieta de Courbevoie y siempre visible sobre Le Parvis.
En septiembre de 1958, el Establecimiento público para la planificación de La Défense (Établissement public pour l'aménagement de La Défense, EPAD) se crea por el Estado para construir, administrar y animar el distrito. La Défense comienza a dibujarse. Un primer Plan de Ordenación es aprobado por el Estado en 1964. Se construyen los primeros inmuebles (Esso, la Torre Nobel…) y van ganándole terreno poco a poco a las fábricas, las cabañas cercanas y algunas granjas. El Centro de las Nuevas Industrias y Tecnologías (CNIT) diseñado por los arquitectos: Robert Camelot, Jean de Mailly y Bernard Zehrfuss, previsto en 1956, antes del EPAD, se inaugura en 1958 por el general Charles De Gaulle con ocasión de la exposición Les Floralies. Las torres que obedecen a este primer plan, llamadas de primera generación, son todas de una morfología idéntica: una base de 42 x 24 metros, limitadas a una altura de 100 metros y de una superficie de 30 000 m². En 1966, la Torre Nobel (del arquitecto Jean de Mailly) es la primera en levantarse en La Défense.

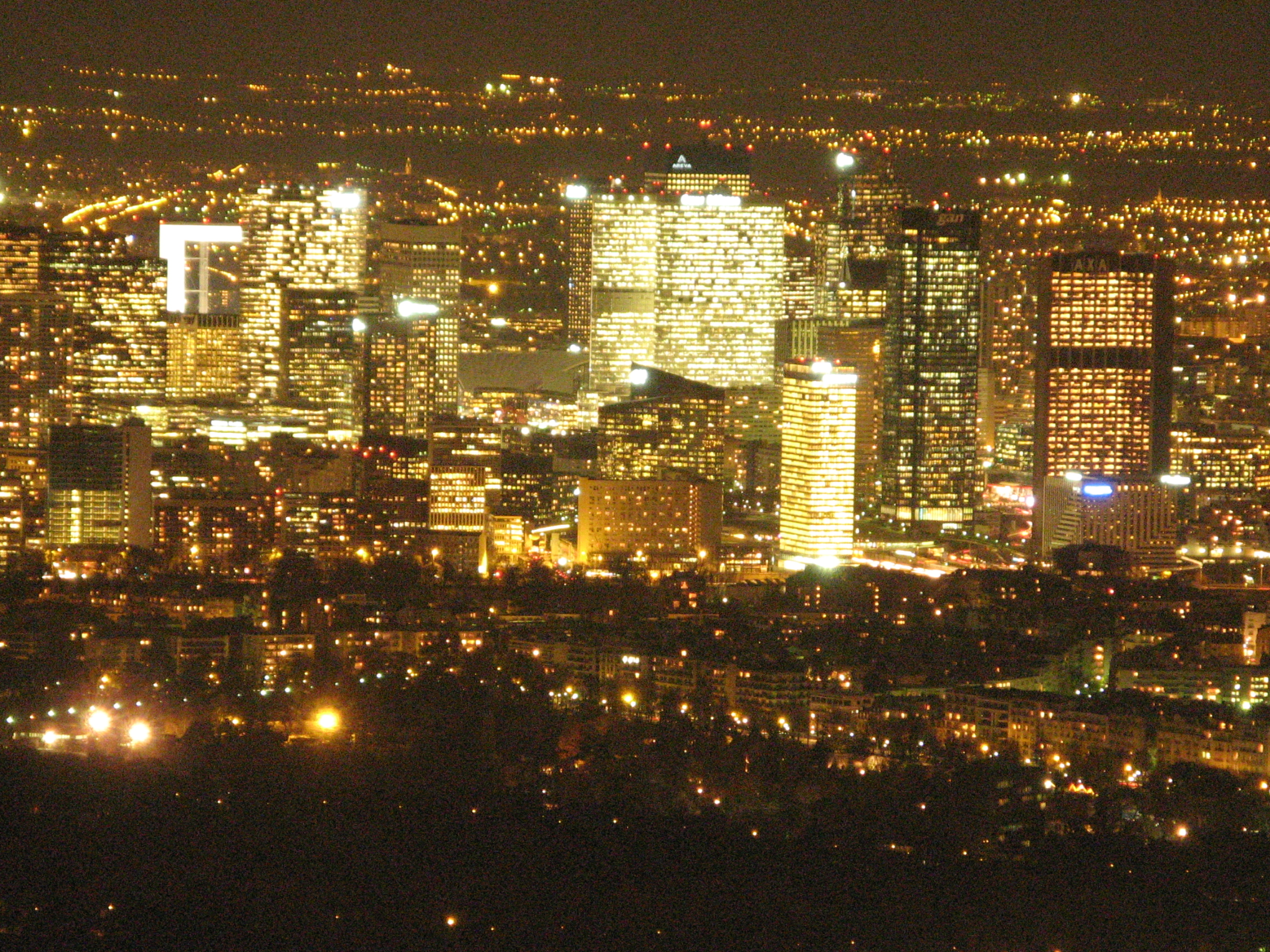
Vista Nocturna del Distrito de Finanzas y Negocios en París

A comienzos de los años 1970, para responder a una considerable demanda, las torres de segunda generación hacen su aparición. El plan de 1964 se modifica para aumentar la superficie de los inmuebles. Los perímetros de 100 000 m² hacen su aparición en edificios como la Torre Fiat (hoy Areva), de 184 m de altura y 44 pisos. A partir de 1973, la crisis económica ralentiza fuertemente el desarrollo de este distrito: durante 4 años no se vendió ni un m² de oficinas.
Desde principios de los años 1980, para implementar la construcción de La Défense, se construyen torres de tercera generación, sobre un modelo más económico: menos anchas y menos altas (como las torres Pascal, Voltaire y todo el Barrio Michelet). En 1981, se crea el mayor centro comercial de Europa (de la época): Les Quatre Temps (100 000 m²). En 1982, el EPAD, bajo el impulso del Presidente François Mitterand, lanza el concurso Tête Défense que conducirá a la construcción del Grande Arche (Gran Arco). Durante este mismo periodo, se construyen hoteles, se remodela el CNIT (1989) y se prolonga la línea 1 del metro parisino, inaugurada el 1 de abril de 1992, y acerca más este distrito a París.
En 1993, La Défense conoce su segunda crisis. Tendría que esperar hasta 1997 para que surja un re-arranque espectacular. Hoy, La Défense es el mayor distrito de negocios de Europa.
Las principales compañías instaladas allí son: SFR, la Société Générale, Total, Aventis, Arcelor. La mayor torre es la de Total, construida en 1985. Con 48 pisos y 187 metros de altura, es la segunda mayor torre de Francia después de la Torre Montparnasse; hay que señalar que las dos torres son obra de los mismos arquitectos Roger Saubot y François Julien.
A corta distancia de la Tour Total se sitúan la Tour T1 y la Tour Granite, finalizadas en 2008. Por otra parte, Bernard Bled, director general del EPAD, propuso el 2 de diciembre de 2005 al consejo de administración del EPAD un importante plan de desarrollo que implica la construcción de 850 000 m² de oficinas y 100 000 m² de nuevas viviendas, la edificación de una torre de 400 metros de altura y la renovación de las torres existentes. El Estado debe dar una respuesta durante 2006 a este plan cuya realización, prevista para el 2020, daría una nueva dimensión a la Défense.

## Edificios más altos de La Défense

### Rascacielos de más de 90 metros de altura
| Posición | Nombre                          | Fecha | Uso                 | Altura | Altura | Niveles | Comuna     |
| Posición | Nombre                          | Fecha | Uso                 | metros | pies   | Niveles | Comuna     |
| 1        | Tour First                      | 2011  | oficinas            | 225    | 738    | 52      | Courbevoie |
| 2        | Tour Majunga                    | 2015  | oficinas            | 195    | 636    | 47      | Puteaux    |
| 3        | Tour Total                      | 1985  | oficinas            | 187    | 614    | 48      | Courbevoie |
| 4        | Tour T1                         | 2008  | oficinas            | 185    | 609    | 37      | Courbevoie |
| 5        | Tour Areva                      | 1974  | oficinas            | 184    | 604    | 44      | Courbevoie |
| 6        | Tour Granite (Société Générale) | 2008  | oficinas            | 183    | 600    | 37      | Nanterre   |
| 7        | Tour CB21                       | 1974  | oficinas            | 179    | 587    | 44      | Courbevoie |
| 8        | Tour Trinity                    | 2020  | oficinas            | 178    | 584    | 33      | Courbevoie |
| 9        | Tour Saint-Gobain               | 2020  | oficinas            | 178    | 584    | 43      | Courbevoie |
| 10       | Tour Alicante                   | 1995  | oficinas            | 167    | 548    | 37      | Nanterre   |
| 10       | Tour Chassagne                  | 1995  | oficinas            | 167    | 548    | 37      | Nanterre   |
| 12       | Tour EDF                        | 2001  | oficinas            | 165    | 541    | 41      | Puteaux    |
| 13       | Tour Carpe Diem                 | 2013  | oficinas            | 162    | 531    | 36      | Courbevoie |
| 14       | Cœur Défense                    | 2001  | oficinas            | 161    | 528    | 40      | Courbevoie |
| 15       | Tour Alto                       | 2020  | oficinas            | 160    | 525    | 38      | Courbevoie |
| 16       | Tour Adria (Technip)            | 2002  | oficinas            | 155    | 509    | 40      | Courbevoie |
| 16       | Tour Égée (Elior)               | 1999  | oficinas            | 155    | 509    | 40      | Courbevoie |
| 18       | Tour Ariane                     | 1975  | oficinas            | 152    | 499    | 36      | Puteaux    |
| 19       | Tour CBX                        | 2005  | oficinas            | 142    | 466    | 36      | Courbevoie |
| 20       | Tour Défense 2000               | 1974  | residencial         | 136    | 446    | 46      | Puteaux    |
| 21       | Tour Europlaza                  | 1995  | oficinas            | 135    | 443    | 31      | Courbevoie |
| 22       | Tour Eqho                       | 1988  | oficinas            | 130    | 427    | 40      | Courbevoie |
| 23       | Tour Les Poissons               | 1970  | mixto               | 128    | 420    | 42      | Courbevoie |
| 24       | Tour France                     | 1973  | residencial         | 126    | 413    | 40      | Puteaux    |
| 25       | Tour Franklin                   | 1972  | oficinas            | 120    | 394    | 33      | Puteaux    |
| 26       | Tour Sequoia (Bull, SFR)        | 1990  | oficinas            | 119    | 390    | 33      | Puteaux    |
| 26       | Tour Winterthur                 | 1973  | oficinas            | 119    | 390    | 33      | Puteaux    |
| 28       | Tour Michelet (Total)           | 1985  | oficinas            | 117    | 384    | 34      | Puteaux    |
| 28       | Tour CB16                       | 2003  | oficinas            | 117    | 384    | 32      | Courbevoie |
| 30       | Tour Neptune                    | 1972  | oficinas            | 113    | 371    | 28      | Courbevoie |
| 30       | Préfecture des Hauts-de-Seine   | 1974  | oficinas            | 113    | 371    | 25      | Nanterre   |
| 32       | Arco de la Defensa              | 1989  | monumento, oficinas | 110    | 361    | 37      | Puteaux    |
| 32       | Tour Manhattan                  | 1975  | oficinas            | 110    | 361    | 32      | Courbevoie |
| 32       | Tour Aurore                     | 1970  | oficinas            | 110    | 361    | 30      | Courbevoie |
| 35       | Tour Eve                        | 1975  | mixto               | 109    | 358    | 30      | Puteaux    |
| 35       | Tour Initiale                   | 1967  | oficinas            | 109    | 358    | 30      | Puteaux    |
| 37       | Tour Nuage 1, Tours Aillaud     | 1976  | residencial         | 105    | 344    | 39      | Nanterre   |
| 37       | Tour Nuage 2, Tours Aillaud     | 1976  | residencial         | 105    | 344    | 39      | Nanterre   |
| 39       | Tour Gambetta                   | 1975  | residencial         | 104    | 341    | 37      | Courbevoie |
| 40       | Tour Cèdre                      | 1998  | oficinas            | 103    | 338    | 26      | Courbevoie |
| 41       | Tour Landscape                  | 1983  | oficinas            | 101    | 331    | 28      | Puteaux    |
| 42       | Tour Opus12                     | 1973  | oficinas            | 100    | 328    | 27      | Puteaux    |
| 42       | Tour Athéna                     | 1984  | oficinas            | 100    | 328    | 25      | Puteaux    |
| 44       | Tour Europe                     | 1969  | oficinas            | 99     | 325    | 28      | Courbevoie |
| 44       | Tour AIG                        | 1967  | oficinas            | 99     | 325    | 27      | Courbevoie |
| 46       | Tour Prisma (Tour Kvaerner)     | 1998  | oficinas            | 97     | 318    | 25      | Courbevoie |
| 47       | Tour Atlantique                 | 1970  | oficinas            | 95     | 312    | 27      | Puteaux    |
| 48       | Tour Pacific                    | 1992  | oficinas            | 90     | 295    | 25      | Puteaux    |

### Próximamente
| Nombre                       | Uso      | Altura | Altura | Plantas | Comuna     | Notas             | Año estimado fin de obras |
| Nombre                       | Uso      | metros | pies   | Plantas | Comuna     | Notas             | Año estimado fin de obras |
| Hermitage Plaza I            | mixto    | 324    | -      | 93      | Courbevoie | Cancelado         | 2026                      |
| Hermitage Plaza II           | mixto    | 324    | -      | 93      | Courbevoie | Cancelado         | 2026                      |
| The Link                     | oficinas | 241    | -      | 52      | Puteaux    | Inicio obras 2021 | 2025                      |
| Tours Sisters                | mixto    | 229    | -      | -       | Courbevoie | aprobado          |                           |
| Tour des Jardins de l'Arche  | mixto    | 206    | -      | -       | Courbevoie | aprobado          |                           |
| Tour Hekla                   | oficinas | 220    | -      | 51      | Puteaux    | Inicio obras 2018 | 2022                      |
| Tour D2                      | oficinas | 180    | -      | 40      | Courbevoie | construido        |                           |
| Tour Manhattan               | oficinas | 110    | -      | 31      | Courbevoie | construido        |                           |
| L'archipel                   | oficinas | 106    | -      | 24      | Nanterre   | aprobado          | 2023                      |
| Hôtel Meliá Paris La Défense | hotel    | 83     | -      | 23      | Courbevoie | construido        |                           |
| Tour Eria                    | mixto    | 59,35  | -      | 13      | Puteaux    | construido        |                           |

## Proyectos no aprobados
1. Tour Sans Fin (1989): 425 m

## Gobierno
- El Bureau d'Enquêtes sur les Événements de Mer tiene su sede en la Tour Voltaire en Puteaux y La Défense.[1]
- El Ministerio de la Ecología, del Desarrollo Sostenible, de los Transportes y de la Vivienda en la Grande Arche.

## Educación
Paris La Défense reúne el clúster Pôle universitaire Léonard-de-Vinci, el IA Institut, la EPITA y 4 escuelas de negocios: EDC Paris Business School, ESSEC Business School, ICN Graduate Business School y IÉSEG School of Management.

## Museos
Desde enero de 2023, París La Défense alberga la Cité de l'Histoire ("Ciudad de la Historia").

## Cifras
- Dividida en 12 sectores

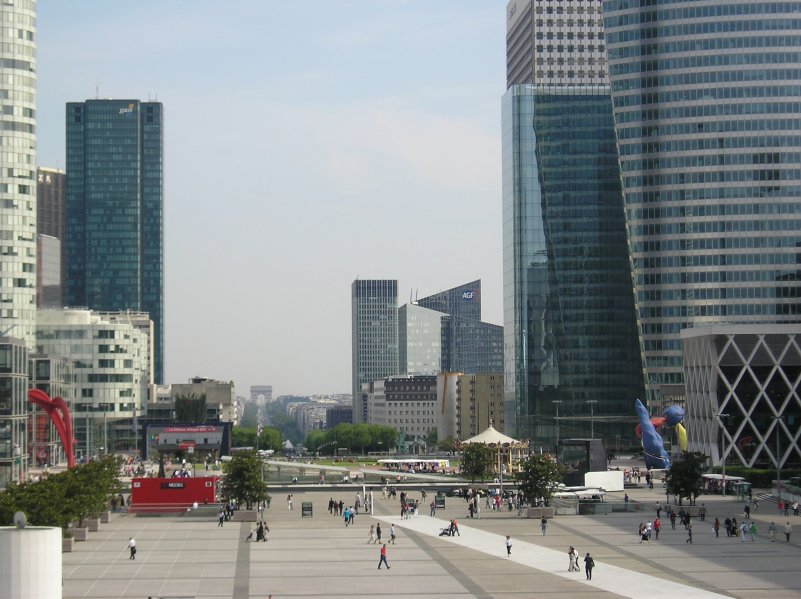
Vista de La Défensecon el Arco del Triunfo al fondo

- 31 hectáreas de explanada y paseos peatonales
- 11 hectáreas de espacios verdes
- 3 millones de m² de oficinas
- 150.000 empleados
- 20.000 habitantes
- 1.500 empresas instaladas, incluidas 14 de las 20 principales nacionales y 15 de las 50 principales mundiales
- 60 esculturas de arte contemporáneo
- Rodeada por una carretera periférica (el Bulevar Circulaire)
- Comunicada por la línea T2 del tranvía, el Transilien Paris-Saint-Lazare, la RER A, la Línea 1 del metro y 16 líneas de autobús RATP